# Мір'яна Лучич-Бароні
Мір'яна Лучич-Бароні (хорв. Mirjana Lučić-Baroni, 9 березня 1982) — хорватська тенісистка. 
У кінці 1990-х Мір'яна Лучич вважалася однією з найперспективніших тенісисток. 1998 року всього 15-літньою разом із Мартіною Хінгіс виграла Відкритий чемпіонат Австралії в парному розряді. Вона виграла також свій перший професійний турнір — Croatian Bol Ladies Open 1997 року, а наступного року захистила титул. 1999 року Лучич сягнула півфінілу Вімблдону. 
Однак починаючи з 2000 року у спортсменки виникло багато особистих проблем, зокрема складний конфлікт із батьком, і вона поступово зійшла зі сцени. 
2014 року Лучич-Бароні після тривалої перерви виграла Tournoi de Québec як в одиночному, так і в парному розряді.

## Фінали турнірів WTA

### Одиночний розряд: 5 (3 титули, 2 поразки)
| Легенда                                |
| -------------------------------------- |
| Турніри Великого шолома (0–0)          |
| Tier I / Premier M & Premier 5 (0–0)   |
| Tier II / Premier (0–0)                |
| Tier III, IV & V / International (3–2) |

| Фінали за покриттям |
| ------------------- |
| Тверде (0–0)        |
| Ґрунт (2–2)         |
| Трава (0–0)         |
| Килим (1–0)         |

| Результат | В-П | Дата     | Турнір                                | Категорія     | Покриття  | Опонент        | Рахунок             |
| --------- | --- | -------- | ------------------------------------- | ------------- | --------- | -------------- | ------------------- |
| Перемога  | 1–0 | Тра 1997 | Croatian Bol Ladies Open, Хорватія    | Tier IV       | Ґрунт     | Коріна Мораріу | 7–5, 6–7(4), 7–6(5) |
| Поразка   | 1–1 | Тра 1997 | Internationaux de Strasbourg, Франція | Tier III      | Ґрунт     | Штеффі Граф    | 2–6, 5–7            |
| Перемога  | 2–1 | Тра 1998 | Bol Open, Хорватія                    | Tier IV       | Ґрунт     | Коріна Мораріу | 6–4, 6–2            |
| Перемога  | 3–1 | Вер 2014 | Tournoi de Québec, Канада             | International | Килим (i) | Вінус Вільямс  | 6–4, 6–3            |
| Поразка   | 3–2 | Тра 2016 | Internationaux de Strasbourg, Франція | International | Ґрунт     | Каролін Гарсія | 4–6, 1–6            |

### Парний розряд: 4 (3 титули, 1 поразка)
| Легенда                                |
| -------------------------------------- |
| Турніри Великого шолома (1–0)          |
| Tier I / Premier M & Premier 5 (1–0)   |
| Tier II / Premier (0–0)                |
| Tier III, IV & V / International (1–1) |

| Фінали за покриттям |
| ------------------- |
| Тверде (1–0)        |
| Ґрунт (0–1)         |
| Трава (0–0)         |
| Килим (2–0)         |

| Результат | В-П | Дата     | Турнір                                 | Категорія     | Покриття  | Партнер          | Опоненти                              | Рахунок        |
| --------- | --- | -------- | -------------------------------------- | ------------- | --------- | ---------------- | ------------------------------------- | -------------- |
| Перемога  | 1–0 | Лют 1998 | Відкритий чемпіонат Австралії з тенісу | Grand Slam    | Тверде    | Мартіна Хінгіс   | Ліндсі Девенпорт Наташа Звєрєва       | 6–4, 2–6, 6–3  |
| Перемога  | 2–0 | Лют 1998 | Toray Pan Pacific Open, Японія         | Tier I        | Килим (i) | Мартіна Хінгіс   | Ліндсі Девенпорт Наташа Звєрєва       | 7–5, 6–4       |
| Поразка   | 2–1 | Тра 1998 | Croatian Bol Ladies Open, Хорватія     | Tier IV       | Ґрунт     | Йоаннетта Крюгер | Лаура Монтальво Паола Суарес          | w/o            |
| Перемога  | 3–1 | Вер 2014 | Tournoi de Québec, Канада              | International | Килим (i) | Луціє Градецька  | Юлія Гергес Андреа Сестіні Главачкова | 6–3, 7–6(10–8) |

## Зовнішні посилання
- Досьє на сайті WTA [Архівовано 25 березня 2015 у Wayback Machine.]